# Arnau Sanç
Arnau Sanç fou un militar valencià del segle xv, castlà del Castell Nou de Nàpols i s'intitulà virrei del Regne tret de 1439 a 1442, quan el castell estigué en mans de Renat d'Anjou.
Va conservar per vida el privilegi castlà del Castell Nou de Nàpols, on va arribar amb Alfons el Magnànim en 1424, i el Magnànim va estendre el càrrec al seu fill Alfons va ser enterrat a l'església de Monteoliveto a Nàpols.